# つるや旅館

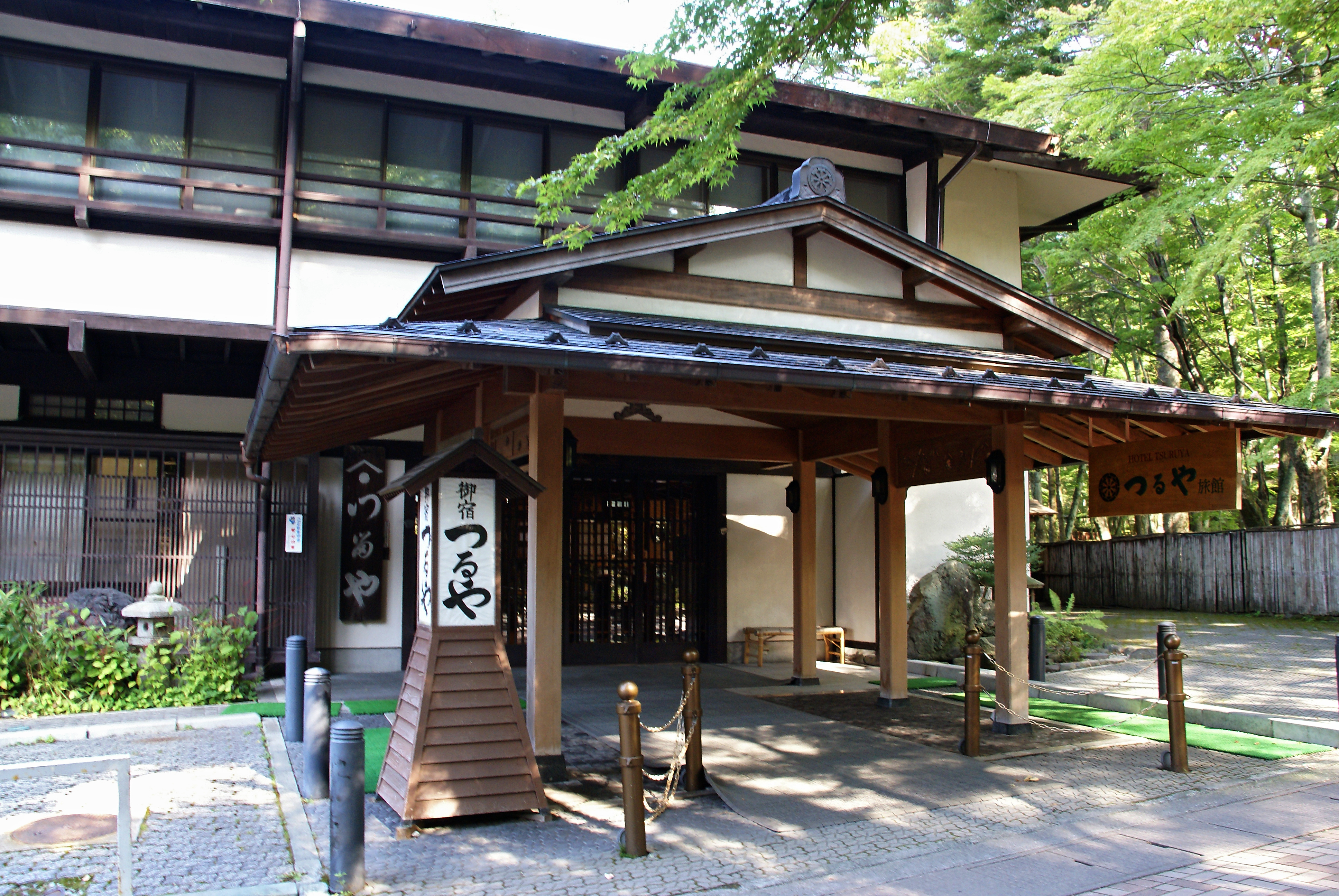
つるや旅館

つるや旅館（つるやりょかん）は、長野県北佐久郡軽井沢町にある老舗旅館である。数多くの文人たちが宿泊・滞在したことで知られている。
江戸時代初期に中山道街道筋の宿場町・軽井沢宿の休泊茶屋「旅籠鶴屋」として開業。明治時代に入り、宣教師たちが軽井沢へやって来るようになり、「つるや旅館」は日本風の建物のまま西洋風の趣を取り入れて、1886年（明治19年）に旅館業に転じる。以降、大正から昭和中頃にかけて多くの作家が常宿とするようになった。
堀辰雄の小説『美しい村』で主人公が過ごしていた宿としても知られる。

## 沿革

### 江戸期

#### 創業
江戸初期に（諸説あるが1624年頃）、中山道の宿場町軽井沢宿の休泊茶屋として、佐藤家により開業した「鶴屋」を起源とする。佐藤家は、中世以来の豪族であり、旅籠を営む他、天領であった軽井沢宿にあった幕府の米倉や武器庫の管理も担い、当主は「仲右衛門」と称していた。

#### 休泊茶屋としての営業
名物として、松茸飯、栗強飯、佐久鯉の鯉こく、「しっぽくそば」、「鶏のろうそく焼」が知られていた。山鳥、雉、狐、山犬などの鳥獣の肉を提供していたこと、後述する水車小屋での粉挽きを行なっていたことが、明治に入ってからの外国人受け入れに役立つことになった。軽井沢宿で見られた飯盛女（飯売女）による接待も行っており、十返舎一九の『金草鞋（きんのわらじ）』には、当時の様子が描写されている。

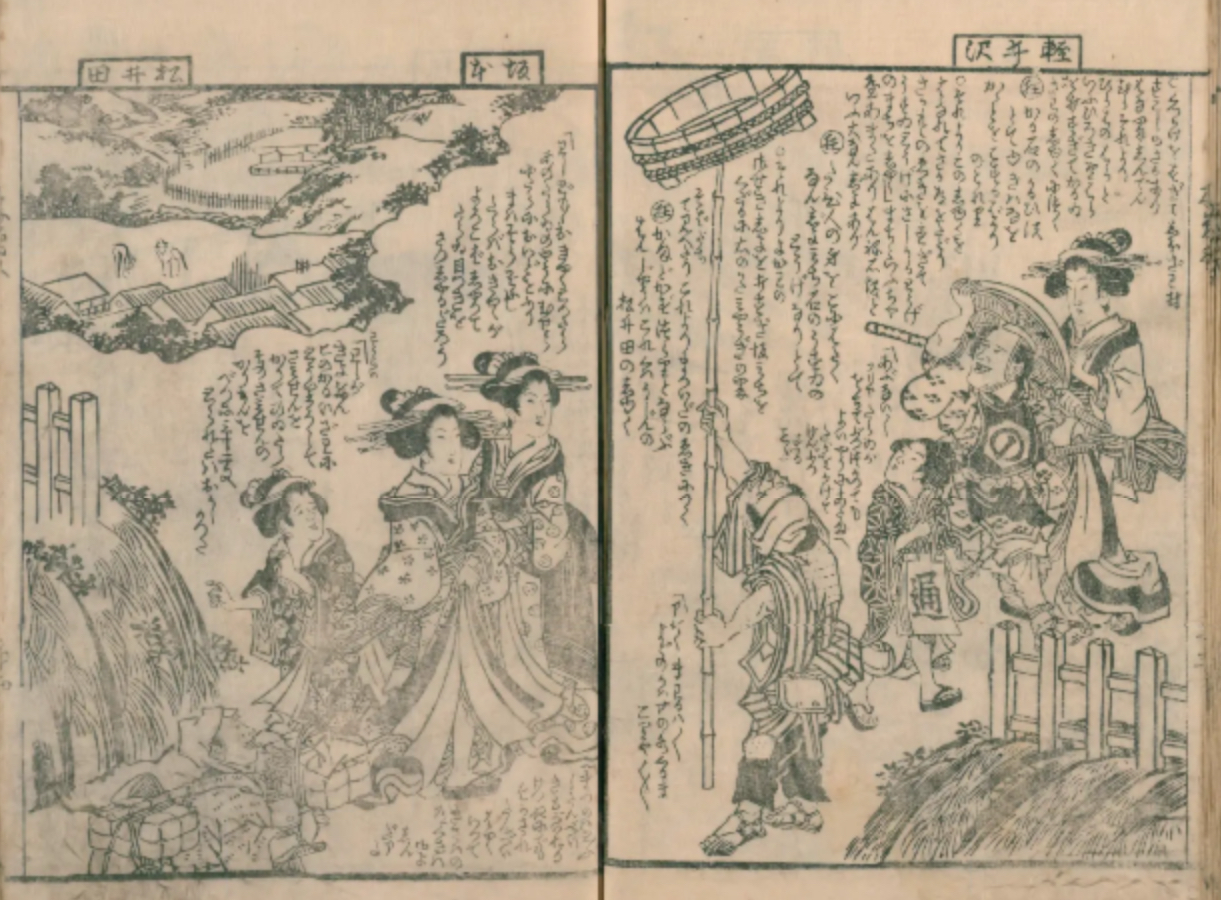
軽井沢宿桝形（鶴屋）の曲芸を見る食売女

なお、当主の仲右衛門は、鶴掌・霞目・蓬室といった号を持つ俳人としての面も持ち、十返舎一九と酒を酌み交わし夜更けまで話し合ったとされる。

### 明治期

#### 旅館業への転業
参勤交代が止み、1885年（明治18年）には横川・軽井沢間の鉄道馬車（碓氷馬車鉄道）が開通したことにより、路線から外れた軽井沢宿はその役割を終えていった。翌1886年（明治19年）、鶴屋は「つるや旅館」へ転じた。

#### 別荘地の斡旋
1888年（明治21年）には、宣教師アレクサンダー・クロフト・ショーが、当時の主人・佐藤仲右衛門の斡旋を受け、大塚山に別荘を設けた。これが軽井沢における別荘第一号となり、避暑地としての軽井沢の起点となった。軽井沢の旧宿場で明治20年前後に土地を多く保有していたのは、佐藤仲右衛門の他、佐藤耕平（旅館・萬松軒）、佐藤万平（旅館・亀屋、後の万平ホテル）、稲垣正直（元小諸藩士）などであったが、彼らが生活に困った住人から土地を購入し、アレクサンダー・クロフト・ショーの弟子であり名義代理人であった今井寿道へ販売することで、別荘地が形成されていった。

#### 外国人避暑客の受容
外国人の避暑客が増えるに従い、旅館営業の性質も変化した。1891年（明治24年）夏には、旧軽井沢のつるや旅館・萬松軒・浅間館・新中村の4軒が、外国人客からの苦情を念頭に、夏の間、芸者等を呼んでの歌舞楽曲を慎むことを決議している。当時、建設がはじまっていた碓氷峠トンネル工事のために、鉄道工事従事者が2,000名前後、国道・旧道沿いの宿に宿泊しており、彼らを相手にする芸者が4軒合わせて10名程度、娼婦も50-60名いたとされる。芸者問題は、当時の新聞報道にもあるように、増加する外国人避暑客への対応と、従来の旅館営業との間に、齟齬があったことを示しており、本決議は避暑地・軽井沢への方向づけのひとつの契機となった。

### 大正・昭和期（戦前）

#### 作家達との交流
大正～昭和期には、当時の作家達の「夏のサロン」としての性格を有し、正宗白鳥や北原白秋、芥川龍之介、島崎藤村らの書画が旅館に残され、「つるや文庫」として知られた。（但し、多くの書画は1971年の火事で焼失）芥川龍之介や室生犀星は、当時の旅館の様子を、「つるや七不思議」という軽妙な表現で残している。
1. 水なし池（水車のある流れから水を引いた庭の池に水が溜まらず、いつも乾いていたことを指す）
2. 夜泣き太郎（当時の旅館主・不二男の長男である太郎のことを指す）
3. しょんべん滝（庭に筧を引いて噴水をつくったが、水流が弱かったことを指す）
4. 居眠り番頭（当時の番頭の様子を指す）
5. 蝿の間（当時、蝿が集まりやすかった部屋のことを指す）
6. 五角の机（けやきの一枚板でつくった机で、縁を切り落として五角になっていることを指す）
7. 底抜け弁当（つるやの弁当は、食べる段になって、経木の底が飯の熱さで抜けたことを指す）

なお、七不思議にある池と噴水は現存しない。

#### 軽井沢ガイドブックの発行
集客に向け、1912年（大正元年）には『かるゐざわ』を、1923年（大正12年）には『軽井沢小観』、など軽井沢のガイドブックを複数発行した。1923年（大正12年）当時の旅館案内には、「玉突其他の娯楽場も完備し、定員約80名を収容し得る純日本式ではあるが、旅客の便宜を計って、洋食部の設けもあるし、貸別荘についても相談を受けている」との記述が残っている。

### 昭和期（戦後）以降

#### 終戦直後の対応
終戦直後、米軍のベンデゾム中佐ほか15名が、1945年（昭和20年）9月15日に、長野県・新潟県の状況を把握するための先遣隊として軽井沢入りし、最初に宿泊したのがつるや旅館であった。

#### 旅館業の継承
1949年（昭和24年）には、株式会社軽井沢観光ホテルとして株式会社化。1971年（昭和46年）には火災で建屋が消失するも、1972年（昭和47年）には再建し、現在に至る。

## 事業展開
戦前期には、草軽電気鉄道の新軽井沢駅周辺においても「つるや」名で旅館業を営み、「新道のつるや」として、学生等の利用も多い宿として知られていたが、現在は旧軽井沢のみの展開となっている。
軽井沢の旅館営業は、夏季に限られていたため、つるや旅館も、過去には複数の事業を展開していた。大正期には、小諸市で商人向け宿泊施設を手掛けた他、高崎市で鰻屋も営んでいた。また、昭和期（戦前）には、新潟県の妙高温泉でスキー宿を営み、春になると軽井沢での営業を再開する形で経営を成り立たせていたが、太平洋戦争の影響でスキー宿は1943年（昭和18年）に売却した。
戦後も暫くは夏季中心の営業であったか、1954年（昭和29年）頃よりゴルフ需要が増え、春秋の営業が出来るようになり、1955年（昭和30年）頃からはスケート客も増え、冬季の営業も増えていった。旅館業として軽井沢が条件的に息がつけるようになったのは1960年代以降であったと、元旅館主の佐藤太郎は述懐している。

## 建物
本館、別館、奥館が存在する。

### 本館
本館は、1971年に火災で焼失したため、その後、鉄筋コンクリート造として新築された。本館の再建に際しては、可能な限り旧来の旅館情緒が再現されている。 

### 奥館
奥館の「雨翠荘」・「夏秋庵」・「よもぎ」は、歌舞伎役者の市川左團次 (2代目)が逗留していた別荘の建物を引き継いだもので、夏季のみ営業している。

### 山の家
軽井沢の旅籠屋であった木曾屋の建物を譲り受け、「山の家」として使用していた。（現在は使用されていない）

### 水車小屋
江戸期には水車小屋を有していた。名物のしっぽくそばの粉をひくために、鶴屋では専門の水車を持っていた。水車の仕事は鶴屋の隠居の仕事となっており、代々の仲右衛門は、隠居すると「作兵衛」と名を改めて、この水車を管理し、また、代官所の米倉・武器庫の管理を兼ねた。水車は宿場では「作兵衛小屋」と呼ばれていた。

## 作家達との交流

### 芥川龍之介
本館2階の「ふじ」の部屋に毎年宿泊していた。1924年（大正13年）の夏には、片山広子、同世代の室生犀星らとともに、つるや旅館の離れに約1か月滞在。当時の主人・佐藤不二男の案内で碓氷峠に月見に出かけた記録が、芥川や片山の書簡に記録されている。片山は、日銀理事となった片山貞二郎と結婚するも1920年（大正9年）に死別。芥川は14歳年上の片山を「才力の上にも格闘出来る女」と評し、つるや旅館での出会いを切っ掛けに、双方強く惹かれ交流していたとの見解が研究者から出されている。彼女が宿泊していた部屋（奥館の「山月亭」。現在は宿泊出来ない）を見るために、芥川が、つるや旅館の庭の松の木に登っていたとの話が残されている。また芥川は、軽井沢滞在中、つるや旅館は宿泊、軽井沢ホテルは西洋風夕食、万平ホテルは喫茶、と決めていた。

### 片山広子
アイルランド文学翻訳家として知られる片山広子も、つるや旅館の常客であった。芥川龍之介とのエピソードの他、つるや旅館の「もみぢ」の部屋にて執筆した詩編『しろき蛾』には、つるや旅館を題材とした詩が残されている。
1945年（昭和20年）は6月より山月亭に滞在し、終戦を本旅館で迎えた際の詩も残されている。
当時の旅館主・佐藤不二男は、「片山さんはいつも和服を着て、背の高い美しい人でした」と回想している。

### 芝木好子
戦後に数年間、つるや旅館を常宿とし、エッセイにも残されている。

### 谷崎潤一郎
つるやに1カ月ほど滞在し、『刺青』等を執筆。中央公論社から原稿料を送ってもらっていたものの、執筆が進まず、当時のつるや旅館の関係者に案内を頼み、長野まで遊びに行ったとの話が残されている。

### 堀辰雄
1923年（大正12年）に初めてつるや旅館を訪れ、以後たびたび滞在した。1934年に発表された小説『美しい村』では、つるや旅館をモデルとしたとされる「村はずれの宿」が登場し、母屋の藤棚の下で遊ぶ子供たちの情景が描かれる。作中の子供「太郎」と「次郎」は、当時の旅館主の息子・佐藤太郎と次郎がモデルである。堀が逗留した離れは庭に面しており、日々の生活風景が創作に深く結びついていたとされる。

### 室生犀星
つるやに集まる作家の中心的人物。室生犀星の随筆『一日も此君なかるべからず』には、「（つるや旅館に）芥川君を紹介したのも私であった」との記述や、二代目市川左團次夫妻との交流にかかる記述が残っている。昭和十年代には、冬に客がなくて困っていた旅館に、作家仲間を呼び寄せたとのエピソードも残る。『詩人・堀辰雄』には、つるや旅館に滞在している室生犀星・芥川龍之介・堀辰雄のもとに、萩原朔太郎が妹を連れてきたことから、同宿者同士の感情に一時波乱を生む場面が描かれている。また、室生が初めてつるや旅館に宿泊した際の女中「お千代さん」との交流について、彼のエッセイに記述が残っている。

## 著名人との関わり

### 伊沢多喜男
近衛文麿とともに軽井沢集会堂委員会の一員として知られる。伊沢多喜男の案内で、華族や学習院関係者がつるや旅館に宿泊していた。

### 市川左團次 (2代目)
つるや旅館の常客であり、1931年（昭和6年）に旅館裏に別荘を建て、現在はつるや旅館の「奥館」、「雨翠荘」・「夏秋庵」・「よもぎ」として活用されている。室生犀星の随筆には、左團次が杉苔を愛し、気に入った杉苔を籠に入れ庭に植えていたとの記述がある。また、松竹株式会社の岡崎哲也の回想では、左團次の親類であった市川子團次が「伯父さんの別荘の床柱にポマードの跡が残っていた」と述べていたことが触れられている。

### 尾崎行雄
東京市長時代を中心に滞在。アレクサンダー・クラフト・ショーから1875年（明治8年）に洗礼を受けた。

### 近衛文麿
1940年（昭和15年）7月、つるや旅館に籠った近衛文麿は、第二次近衛内閣の組閣案をつるや旅館の離れ（「菊」の部屋）で構想。7月16日の米内光政内閣総辞職を受け、同日午後、軽井沢から上京し宮中に参内し、後継内閣組織を拝命した。なお、近衛のブレーンを務めた政治学者・矢部貞治の日記によれば、矢部もまた、7月11日につるや旅館に投宿。同じく近衛のブレーンを務め軽井沢に滞在していた後藤隆之助と連絡を取り合い、組閣後に公表する「新体制の行方」の草案を11日中に書き上げ、7月13日に軽井沢滞在中の近衛に原稿を見せている動きが記されている。また、終戦工作についてもつるや旅館で練ったとのエピソードも残る。「軽井沢での近衛文麿はひどくくつろいで、昼は悠々歌をつくり、歴史に見せる近衛文麿という政治家の顔と違った、のびやかな素顔を見せていた」と佐藤太郎が回想している。

### 新島襄
1882年（明治15年）7月11日、旧中山道を旅行中の新島襄一行が、軽井沢に至り茶屋つるや（現在のつるや旅館）にて名物のそばを食べたとの記録が残る。

### 八田裕二郎
軽井沢における日本人最初の別荘を建てた人間として知られる。学習院の学生をつるや旅館（但し、前述の「新道のつるや旅館」）に宿泊させ、健康の増進をはかるとともに、多くの外国人と接して修養の機会とさせた。これらの学生の中には、徳川慶久のように、後に別荘を建てた人が多かったと言われ、日本の上流社会に別荘建築が広がる契機となったとの見解がある。

## 歴代経営者

### 佐藤仲右衛門
明治期に活躍した仲右衛門は、宣教師アレクサンダー・クロフト・ショーに初の別荘用地を斡旋した人物として知られ、軽井沢が国際的避暑地へと発展する契機を築いたとされる。旅籠としての鶴屋から、近代旅館への転換を進めた先駆者として位置づけられる。

### 佐藤孝一
仲右衛門の長男である孝一は、大正期に旅館を引き継ぎながら、日本語による最初期の軽井沢ガイドブックである『かるゐざわ』・『軽井沢小観』を出版した。つるや旅館経営に携わる前は三井物産に勤務し、帰郷後、弟の不二男とともに旅館経営に従事した。

### 佐藤不二男
1895年（明治28年）～1975年（昭和50年）。孝一の弟である不二男は、大正末から昭和にかけて旅館を経営し、文人たちの常宿としての名声を築いた。東京の京北中学校を1917年（大正2年）に卒業後、旅館業に従事。芥川龍之介、室生犀星、堀辰雄ら多くの文学者と交流し、創作の場としてつるや旅館を提供。戦後は軽井沢町長を3期務め、観光振興と町の風紀保全に尽力した。不二男の時代、1949年（昭和24年）に、つるや旅館は株式会社化された。

### 佐藤太郎
1925年（大正10年）〜1999年（平成11年）。一橋大学卒業後、三菱化成を経て、1964年（昭和29年）に旅館業を父・不二男から引き継いだ。昭和中期から平成初期にかけて旅館を率いた太郎は、不二男のもてなしの記憶を受け継ぎつつ、戦後の観光復興に対応した。

## つるや旅館に宿泊した作家

### 明治時代に宿泊した作家
- 正宗白鳥 - 1912年（明治45年）に初来館。以降、1926年（大正15年）に別荘に移るまで常宿とする。文人としては最も古い常宿客。

### 大正時代に宿泊した作家
- 芥川龍之介 - 1924年（大正13年）7月22日 - 8月23日、1925年（大正14年）8月20日 - 9月末に滞在。室生犀星と「つつじの間」に二人で滞在したこともある。『軽井沢日記』や『書簡集』につるや旅館を舞台とした記述がある。
- 菊池寛 - 1924年（大正13年）に滞在。
- 谷崎潤一郎 - 1924年（大正13年）に滞在。
- 萩原朔太郎 - 1925年（大正14年）に滞在。
- 堀辰雄 - 1923年（大正12年）8月4日に初来館。1924年（大正13年）8月4日、1925年（大正14年）7月9日 - 9月下旬まで滞在。以降、1933年（昭和8年）までほぼ毎夏滞在。1933年（昭和8年）は『美しい村』の年で6月 - 9月まで滞在。滞在時は「つつじの間」などに泊まる。1925年（大正14年）には上の家（638号）に別荘住まいをする。
- 丸岡明 - つるや旅館を常宿にしていた際は、2階の道に面したベランダつきの部屋を利用していたとの話が残る。[28]
- 室生犀星 - 1920年（大正9年）7月に初来館。以降、毎夏滞在。当時の当主、佐藤不二男とも親しかった。
- 山本有三 - 1925年（大正14年）に滞在。

### 昭和時代に宿泊した作家
- 石坂洋次郎 - 戦争前から夫妻で常宿として利用。その後、愛宕山の麓に山荘を建てた。[29]
- 片岡鉄兵
- 古関裕而
- 芝木好子 - 戦後に数年間常宿として利用。その後、壷井栄に誘われ、中軽井沢に山荘を建てた。[30]
- 島崎藤村 – 1941年（昭和16年）秋、2週間ほど滞在。
- 志賀直哉 - 1951年（昭和26年）、1954年（昭和29年）、1955年（昭和30年）の夏に滞在。1951年（昭和26年）8月1日〜9月10日の滞在時に、『自転車』を執筆。[31]
- 立原道造 - 1937年（昭和12年）11月19日、軽井沢追分の油屋に宿泊中火災にあい2階より救出された後、つるや旅館に移り、23日に帰京。[32]

### その後
- 遠藤周作
- 小山いとこ
- 柴田錬三郎
- 城山三郎
- 富田常雄
- 林房雄
- 火野葦平
- 吉屋信子
- 安岡章太郎

## 交通アクセス
- 北陸新幹線・しなの鉄道軽井沢駅から車で約5分。

## 周辺
- 軽井沢ショー記念礼拝堂
- 旧軽井沢メインストリート
- 室生犀星記念館 (軽井沢町)